# Traustila (mestre dos soldados)
Traustila (em grego: Θραυστήλας; romaniz.: Traustílas; m. 480) foi um oficial militar bizantino do século V, ativo durante o reinado do imperador Zenão (r. 474–475; 476–491). Ele é citado em 480, quando conspirou ao lado dos oficiais Dionísio e Epínico contra Zenão. A conspiração foi falha, e Traustila foi capturado e executado. Neste ano ele é mencionado como mestre dos soldados do Oriente, embora seja provável que o posto fosse meramente titular (vago) ou honorífico.